# クラウアー・モデル
クラウアー・モデル (Clower model) とは、ジョン・メイナード・ケインズの『雇用・利子および貨幣の一般理論』の体系と新古典派体系との本質的な違いを捉えようとして、ロバート・クラウアーが提出した理論モデルである。

## 解説
ジョン・メイナード・ケインズの『一般理論』は、完全雇用以下の生産で経済が均衡する可能性を示した。一方、新古典派体系では、価格を媒体とした調整作用によってすべての財および生産要素の需給が一致し、従ってそれらは完全利用され、労働もまた完全雇用される。ロバート・クラウアーは、このような結論の違いは、現行価格と計画された需要・供給について、ワルラスの法則を仮定するかどうかに起因すると見なした。
ワルラスの法則は、すべての財・生産要素の総需要額が総供給額に等しくなるということであり、それは、個別の家計や企業にとって、財や生産要素の供給からの総受取額が財や生産要素の需要のための総支出額に等しくなるという関係を、すべての家計・企業にわたって集計することによって得られる。クラウアーはワルラスの法則について、「現行価格と計画された需要・供給について成立すると仮定するのが古典派体系であり、計画された需要・供給ではなく、実現した供給とそれによって制約された需要についてしか、これが成立しないと仮定するのがケインズ体系である」と解釈した。
計画された需給についてワルラスの法則が成立すると、ある財・生産要素で超過供給が存在することは、必ずどこか別の財・生産要素で超過需要が存在することになり、一般的な超過供給は発生しない。また、ある財・生産要素の超過供給はその財の相対価格の低下によって調整されやがて解消する。これに対して、実現された供給とそれによって制約された需要についてのみこの法則が成立するとすると、ある財または生産要素に超過供給があっても、それは必ずしも他の財・生産要素の超過需要を伴わず、一般的な超過供給、即ち非自発的失業を生じる。後にアクセル・レイヨンフーヴッドは、クラウアー・モデルに超過供給の累積的波及という考え方を付加したケインズ体系解釈を提出した。また、このモデルは、非ワルラス的経済学と称されるようになった一連の理論の嚆矢を成すといわれる。